# 21730 Ignaciorod
21730 Ignaciorod è un asteroide della fascia principale. Scoperto nel 1999, presenta un'orbita caratterizzata da un semiasse maggiore pari a 2,2065057 UA e da un'eccentricità di 0,1130958, inclinata di 3,94097° rispetto all'eclittica.